# Кастильо Перес, Хосе
Хосе Кастильо Перес (исп. José Castillo Pérez; род. 2 декабря 2001, Мигель-Идальго) — мексиканский футболист, защитник клуба «Пачука».

## Клубная карьера
Кастильо — воспитанник клуба «Пачука». 17 октября 2021 года в матче против «Сантос Лагуна» он дебютировал в мексиканской Примере. В 2022 году Кастильо помог клубу выиграть чемпионат. 21 января 2023 года в поединке против «Хуарес» Хосе забил свой первый гол за «Пачуку».  

## Достижения
Клубные
 «Пачука»
- Победитель чемпионата Мексики — Апертура 2022